# Tennistavolo ai X Giochi del Mediterraneo
Il torneo di tennistavolo dei X Giochi del Mediterraneo ha previsto 4 gare: 2 maschili e 2 femminili. Quelli maschili sono stati divisi in singolare e doppio così come quelli femminili.

## Podi

### Uomini
| Evento                      | Oro                                       | Argento                                        | Bronzo                                      |
| Singolo maschile (dettagli) | Zoran Primorac                            | Lorenzo Nannoni                                | Ilija Lupolesku                             |
| Doppio maschile (dettagli)  | Jugoslavia Ilija Lupolesku Zoran Primorac | Francia Patrick Birocheau Jean-Philippe Gatien | Italia Massimo Costantini Gennaro Di Napoli |

### Donne
| Evento                       | Oro                                    | Argento                               | Bronzo                               |
| Singolo femminile (dettagli) | Xiaoming Wang                          | Jasna Fazlić                          | Barbara Lippens                      |
| Doppio femminile (dettagli)  | Francia Xiaoming Wang Murielle Monteux | Jugoslavia Jasna Fazlić Polona Frelih | Italia Alessia Arisi Giorgia Zampini |

## Medagliere
| Posizione | Paese      |   |   |   | Totale |
| --------- | ---------- | - | - | - | ------ |
| 1         | Jugoslavia | 2 | 2 | 1 | 5      |
| 2         | Francia    | 2 | 1 | 0 | 3      |
|           | Italia     | 0 | 1 | 2 | 3      |
| 4         | Spagna     | 0 | 0 | 1 | 1      |
| Totale    | Totale     | 4 | 4 | 4 | 12     |